# Baños romanos (Ankara)
Las termas de Caracalla fueron unas antiguas termas romanas situadas en la ciudad de Ankyra, Galacia, Asia Menor, actualmente Ankara, capital de Turquía.

## Historia
Conocidas como las termas de Caracalla, las termas fueron construidas durante el reinado del emperador Caracalla en los años 211-217. El responsable de la construcción fue Tiberio Julio Justo Juniano. El edificio del balneario parece haber permanecido en uso durante unos quinientos años hasta principios del período bizantino.

## Edificio
El balneario fue construido sobre una colina baja al noroeste del Templo de Augusto y Roma. Más tarde, cerca de ella había una antigua puerta de la ciudad turca que conducía a Çankir, pero ya no existe. El balneario era grande y constaba de dos partes, la palestra en la parte este y el edificio del balneario en la parte occidental.
El tamaño de la palaestra era de unos 80 × 80 metros y estaba rodeado en los cuatro lados por columnatas de 32 columnas. Sus columnas representaban el estilo corintio y tenían seis metros de altura. Había dibujos en el arquitrabe de las columnas. La entrada al edificio del balneario se hacía a través de la columnata del lado este, y se cree que allí había estatuas. Detrás de las columnatas en los lados norte y sur había dos habitaciones en cada uno, que podrían haber sido salas de estudio o salas de biblioteca. Hoy en día, la zona de los palaistros funciona como un museo al aire libre, que exhibe partes decorativas de edificios de las épocas romana y bizantina y dibujos encontrados en la ciudad.
El tamaño del edificio del balneario real era de aproximadamente 80 × 130 metros. Tenía una sala de entrenamiento y un apodyterium en su frente, y un frigidarium con piscina. Tenían un tepidarium con una piscina de agua caliente, además de un caldarium y varias habitaciones más. Del edificio se conservan principalmente los cimientos y los restos de las columnas de ladrillo redondo de los hipocaustos. Las ruinas han sido restauradas.

## Galería de imágenes

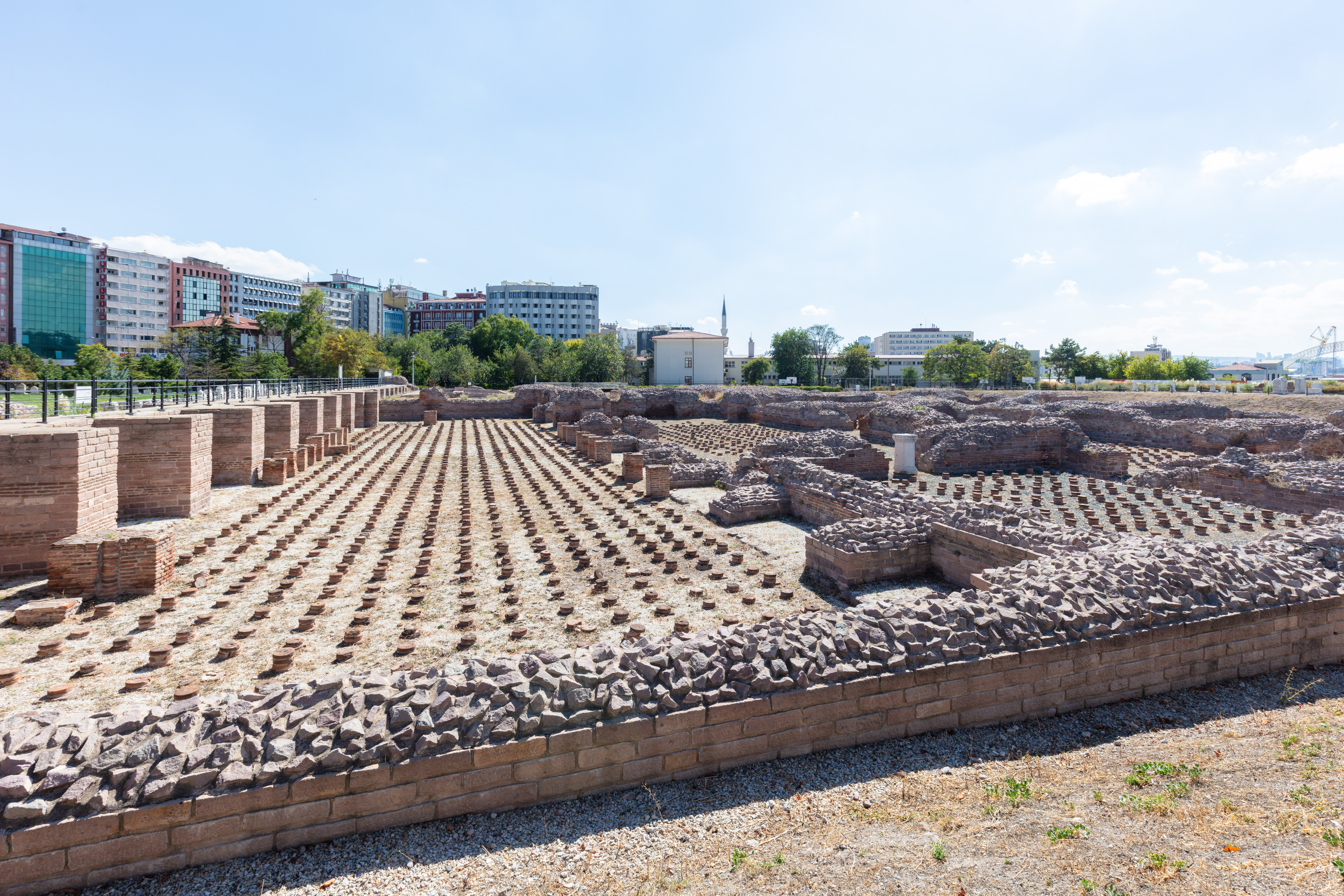
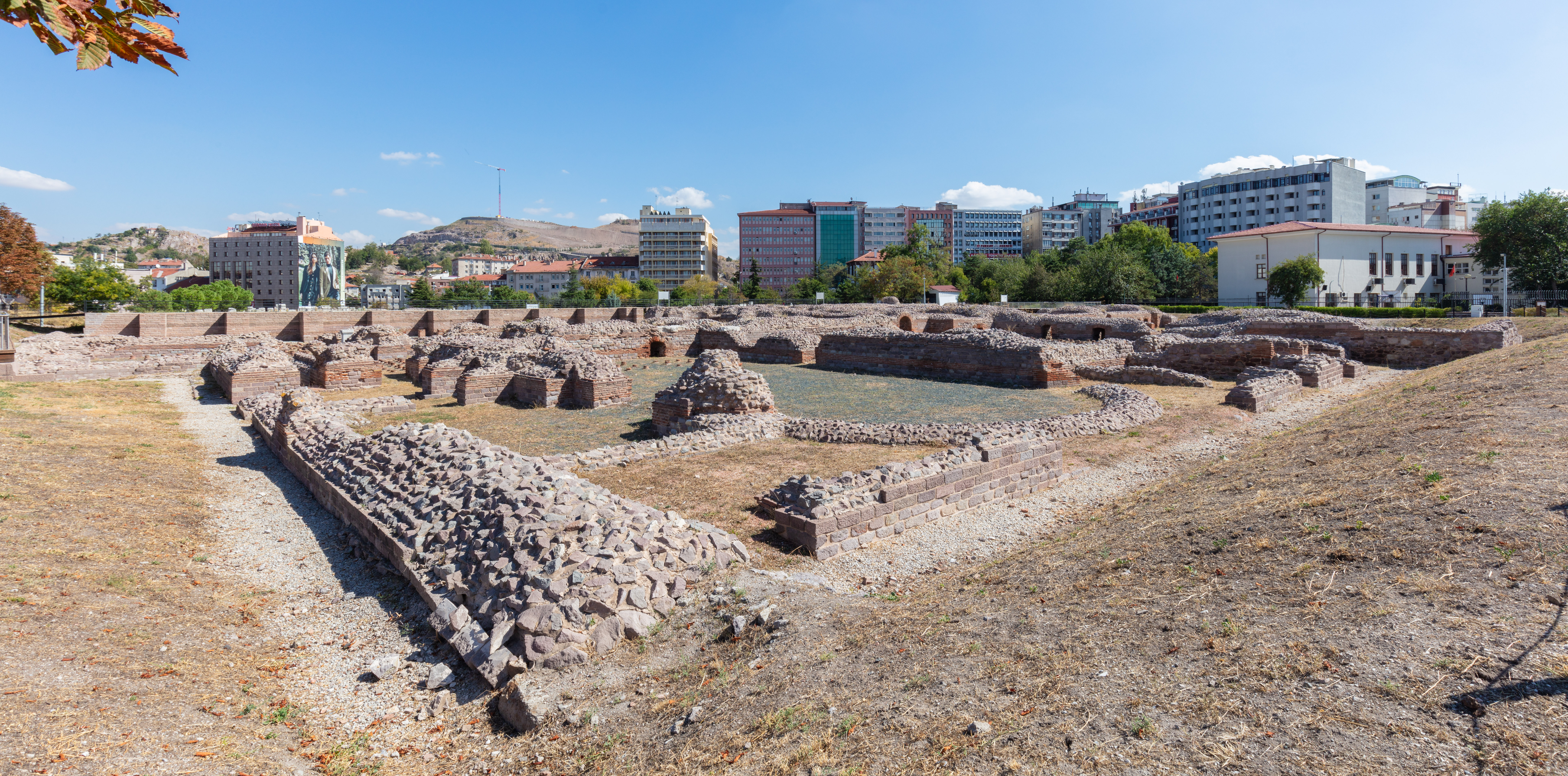
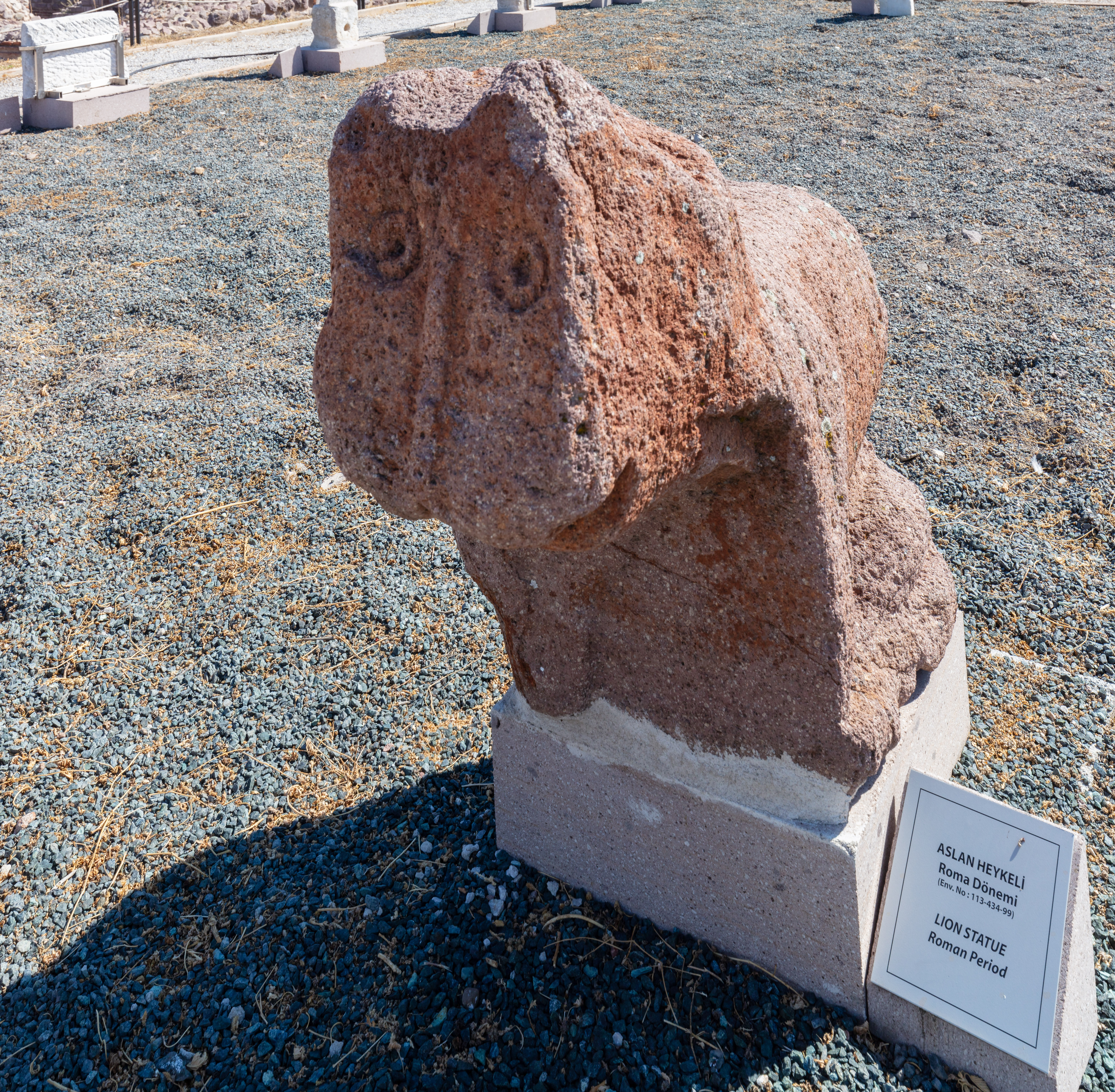

- Datos: Q7361597
- Multimedia: Caracalla Bath / Q7361597